# Patrick Péra
Patrick Péra (Lione, 17 gennaio 1949) è un ex pattinatore artistico su ghiaccio francese.

## Palmarès
| Internazionali            | Internazionali | Internazionali | Internazionali | Internazionali | Internazionali | Internazionali | Internazionali | Internazionali | Internazionali |
| Evento                    | 1963-64        | 1964-65        | 1965-66        | 1966-67        | 1967-68        | 1968-69        | 1969-70        | 1970-71        | 1971-72        |
| ------------------------- | -------------- | -------------- | -------------- | -------------- | -------------- | -------------- | -------------- | -------------- | -------------- |
| Giochi olimpici invernali |                |                |                |                | 3°             |                |                |                | 3°             |
| Campionati mondiali       | 14°            | 15°            | 6°             | 7°             | 3°             | 3°             | 4°             | 2°             |                |
| Campionati europei        |                |                | 4°             | 4°             | 4°             | 2°             | 2°             |                | 3°             |
| Nazionali                 |                |                |                |                |                |                |                |                |                |
| Campionati francesi       |                | 3°             | 1°             | 1°             | 1°             | 1°             | 1°             | 1°             | 1°             |